# Sebastián Rubio
Sebastián Rubio es una entidad de población española del municipio de Aldehuela de la Bóveda, perteneciente a la provincia de Salamanca, en la comunidad autónoma de Castilla y León.

## Historia
Hacia mediados del siglo XIX, el lugar, una alquería ya por entonces perteneciente a Aldehuela de la Bóveda, tenía contabilizada una población de tres habitantes. Aparece descrito en el decimocuarto volumen del Diccionario geográfico-estadístico-histórico de España y sus posesiones de Ultramar de Pascual Madoz con las siguientes palabras:

SEBASTIAN RUBIO: alq. en la prov. de Salamanca, part. jud. de LEdesma, térm. jurisd. de Aldehuela de Bóveda. pobl.: 1 vec., 3 almas.
(Madoz, 1849, p. 55)

En 2023, la entidad singular de población tenía empadronado un único habitante.